# Kōhoku-ku (Yokohama)
Kōhoku-ku (jap. 港北区) ist einer von 18 Stadtbezirken der japanischen Großstadt Yokohama.

## Geografie
Der Bezirk liegt im Norden von Yokohama und hat dort vier Nachbarbezirke: Tsuzuki-ku im Westen, Tsurumi-ku im Osten, und Midori-ku sowie Kanagawa-ku im Süden. Im Norden und Nordosten grenzt Kōhoku-ku an die Bezirke Takatsu, Nakahara und Saiwai der Stadt Kawasaki (Kanagawa). Der Bezirk Kōhoku hat insgesamt 356.368 Einwohner und ist damit der bevölkerungsreichste unter allen Bezirken japanischer seirei shitei toshi (von der Regierung bestimmte japanische Städte mit mehr als 500.000 Einwohnern). Die 23 Bezirke Tokios haben eine Sonderstellung und zählen nicht zu den Bezirken in diesem Sinn.
Der Tōkyū Tōyoko-Linie und der Yokohama-Linie entlang liegen Wohn- und Geschäftsviertel. Daneben finden sich im Kōhoku-ku auch Grünzonen mit Bürgerparks.
Obwohl der Name das Schriftzeichen „港“ enthält, das Hafen bedeutet, hat der Bezirk keinen Hafen. Der Name bezieht sich lediglich darauf, dass sich der Bezirk nördlich (北 hoku) des Hafens von Yokohama befindet. Im Kōhoku-ku gibt es zwei zur Bewässerung angelegte künstliche Seen: den Kikuna-See und den Shinohara-See. Zudem fließen drei Flüsse durch den Bezirk. Der Tsurumi, der in Machida entspringt und im Bezirk Tsurumi von Yokohama in die Bucht von Tokio mündet, ist der größte davon und zählt zu den „Flüssen 1. Ordnung“ (ikkyū kasen), die das Ministerium für Land und Verkehr für besonders wichtig hält.

## Bildung
In Kōhoku befinden sich zwei Campus der Keiō-Universität.